# Philip Hermogenes Calderon

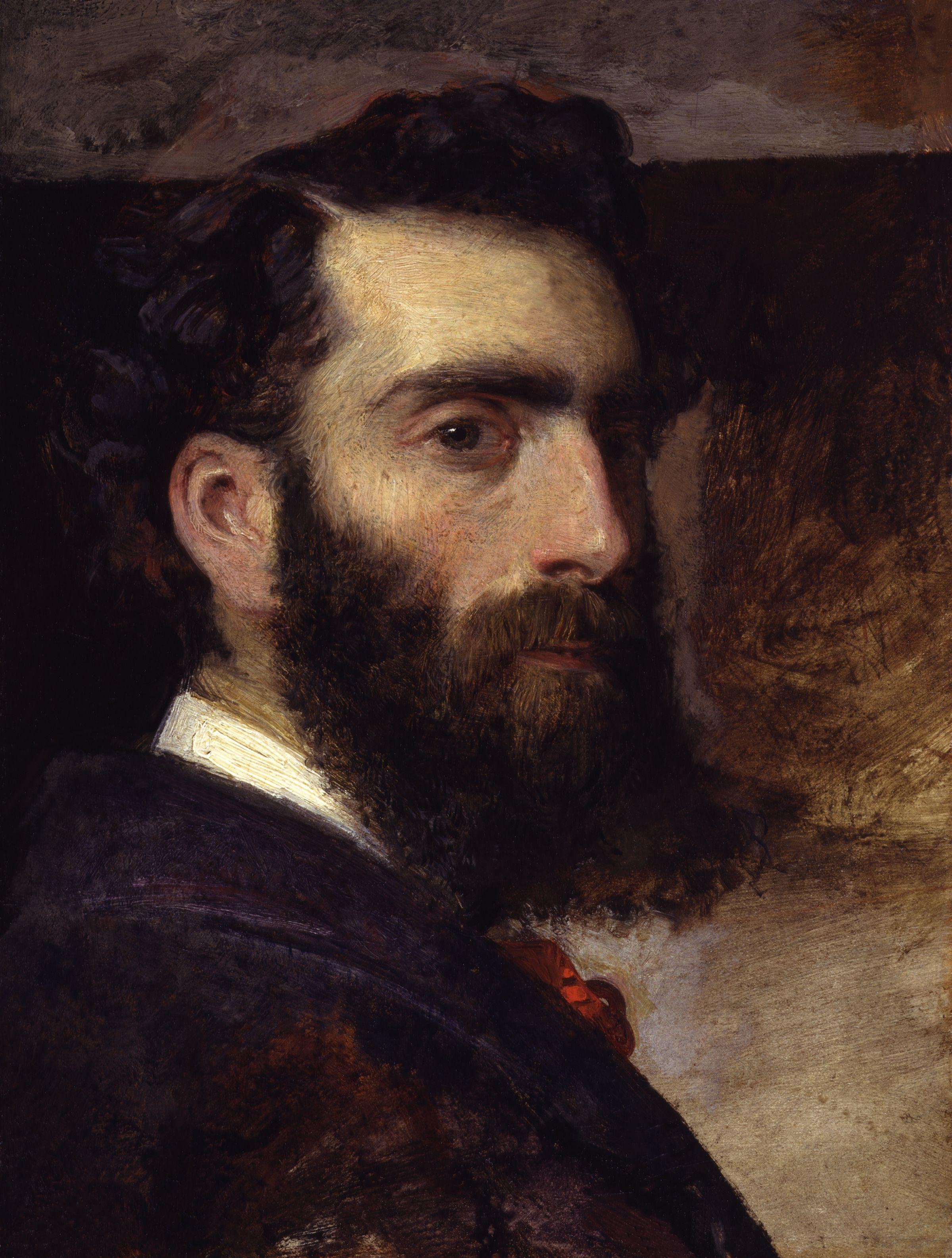
Zelfportret (1860), National Portrait Gallery, Londen

Philip Hermogenes Calderon (Poitiers, 3 mei 1833 – Londen, 30 april 1898) was een Engels kunstschilder, geassocieerd met de Prerafaëlieten, later met een meer romantische inslag.

## Leven en werk
Calderon werd in Frankrijk geboren. Zijn vader kwam uit Spanje, was een voormalig priester en later professor in de Spaanse literatuur. Calderon was eerst van plan een technische studie te gaan volgen, maar schakelde in 1850 over naar de Leigh's art School te Londen. In 1951 ging hij naar Parijs en studeerde onder François-Édouard Picot.
Vanaf het begin van zijn schildersloopbaan stond Calderon onder invloed van de Prerafaëlieten. Voor het eerst had hij succes met de expositie van By the Waters of Babylon (1853). Zijn meest populaire werk is wel Broken Vows (1857), waarin een vrouw wordt getoond die de ontrouw van haar echtgenoot gadeslaat door een hek. Calderon had veel aandacht voor detail. Typerend voor zijn werk zijn de realistische vormen en het diepe kleurgebruik. Lichteffecten ontleende hij aan Holman Hunt. Vaak schilderde hij portretten van vrouwen met gedrapeerde zijde-achtige kleding, in zachtgekleurde landschappen.
Na 1860 werd Calderon, net als Prerafaëliet Millais, lid van de Royal Academy of Arts en werd zijn schilderstijl conventioneler, in de stijl van de romantiek. Hij werd lid van de Victoriaanse St John's Wood Clique en steeds vaker schilderde hij Bijbelse en historische taferelen. Van zijn latere werken genieten bekendheid Morning (1884, een roodharige vrouw die naar de zonsopgang kijkt) en Juliet (1888, in de balkonscène, starend naar de sterren). Zijn St Elizabeth of Hungary's Great Act of Renunciation (1891) werd gelauwerd maar ook verguisd vanwege de anti-katholieke strekking: de heilige Elizabeth knielt naakt voor een altaar, gadegeslagen door monniken.
Diverse werken van Calderon zijn te zien in de Tate Gallery in Londen.

## Galerij

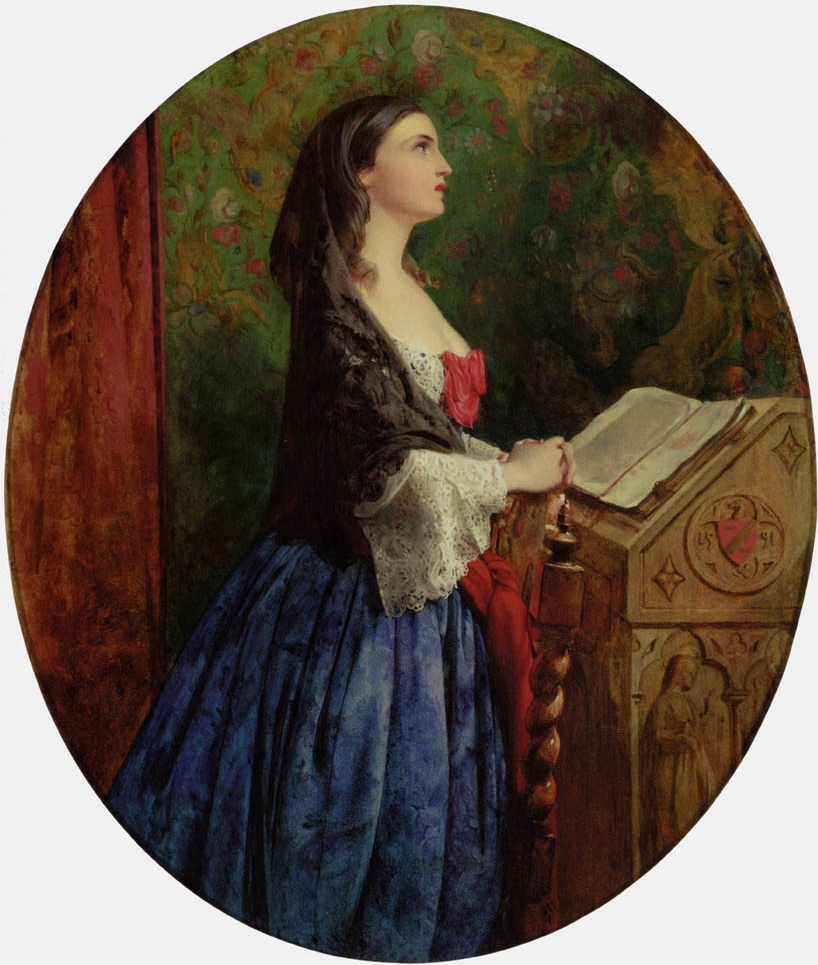
Ave Maria, ca. 1855
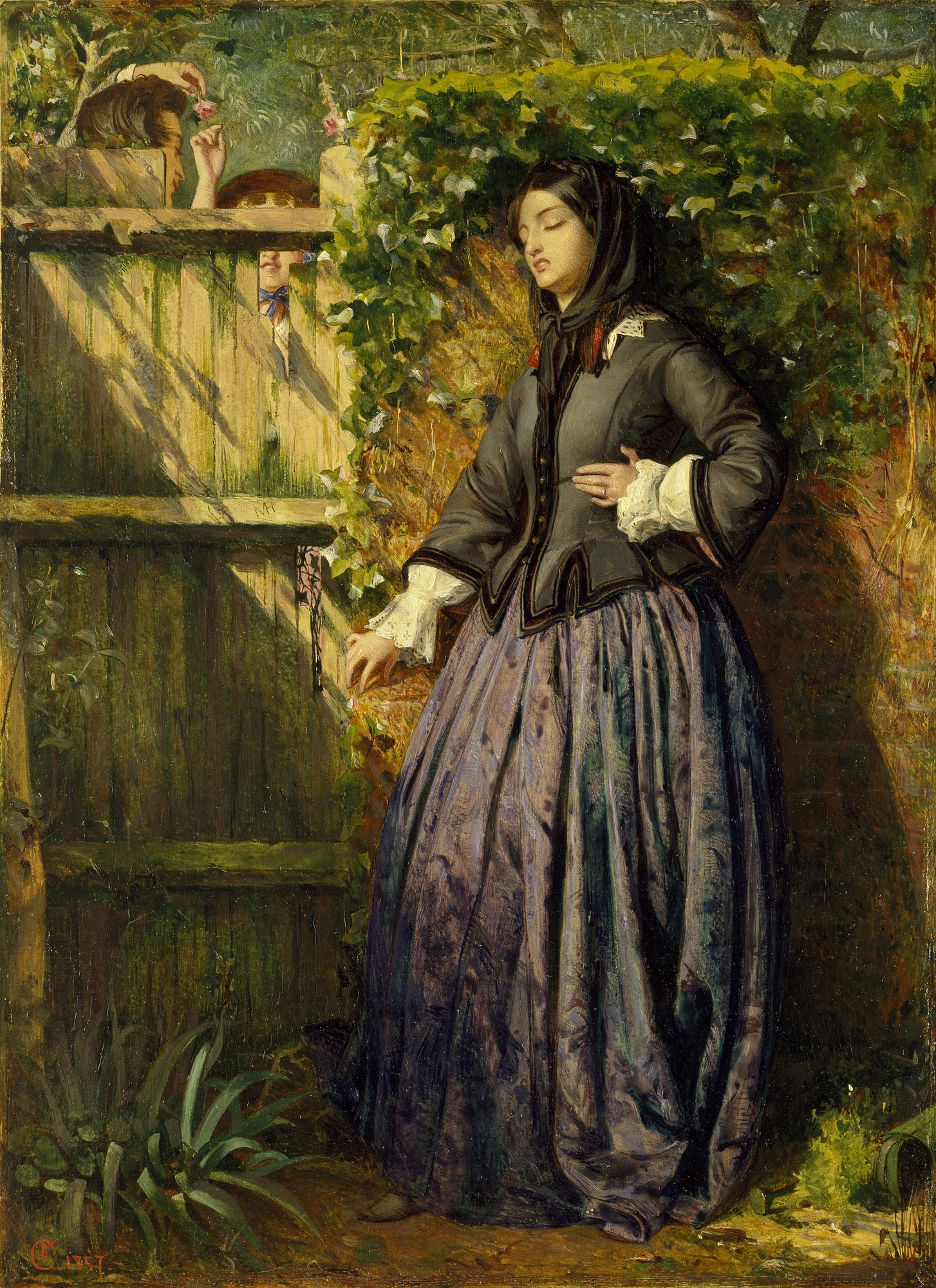
Broken Vows, 1857, Ashmolean Museum, Oxford
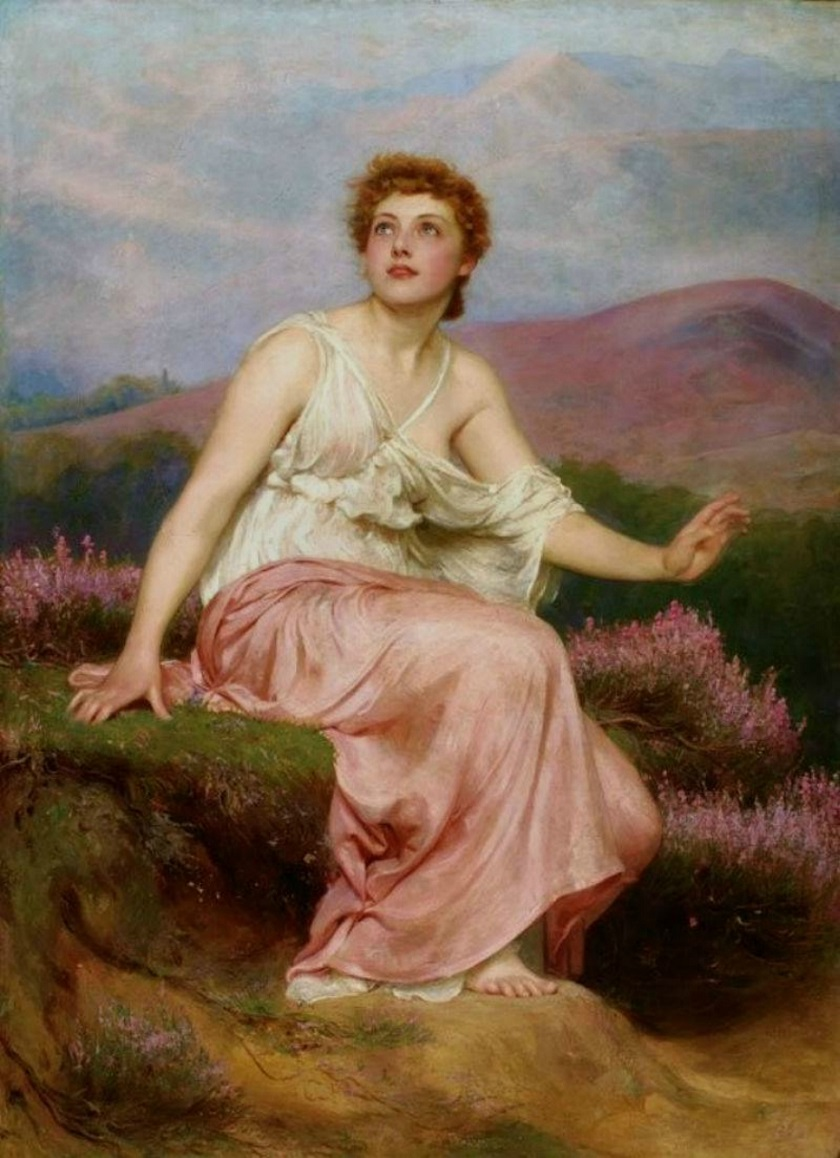
Morning, 1884
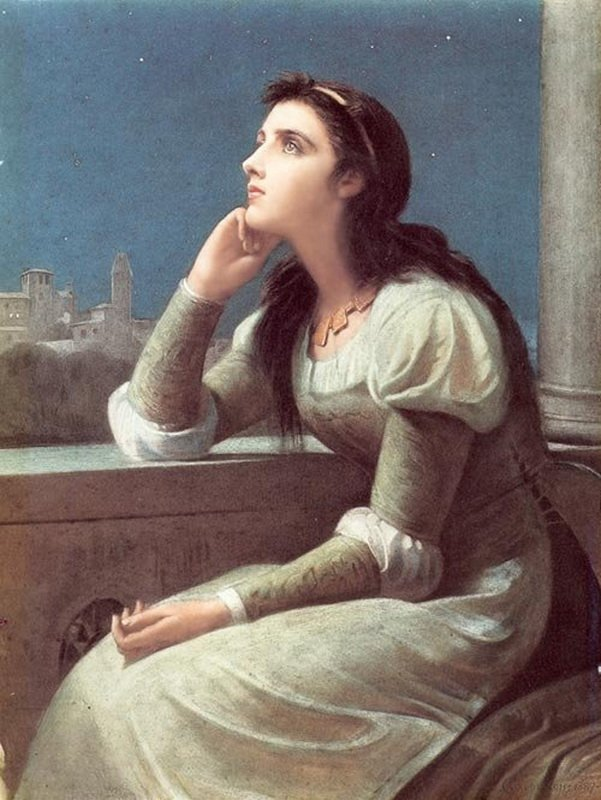
Juliet, 1888
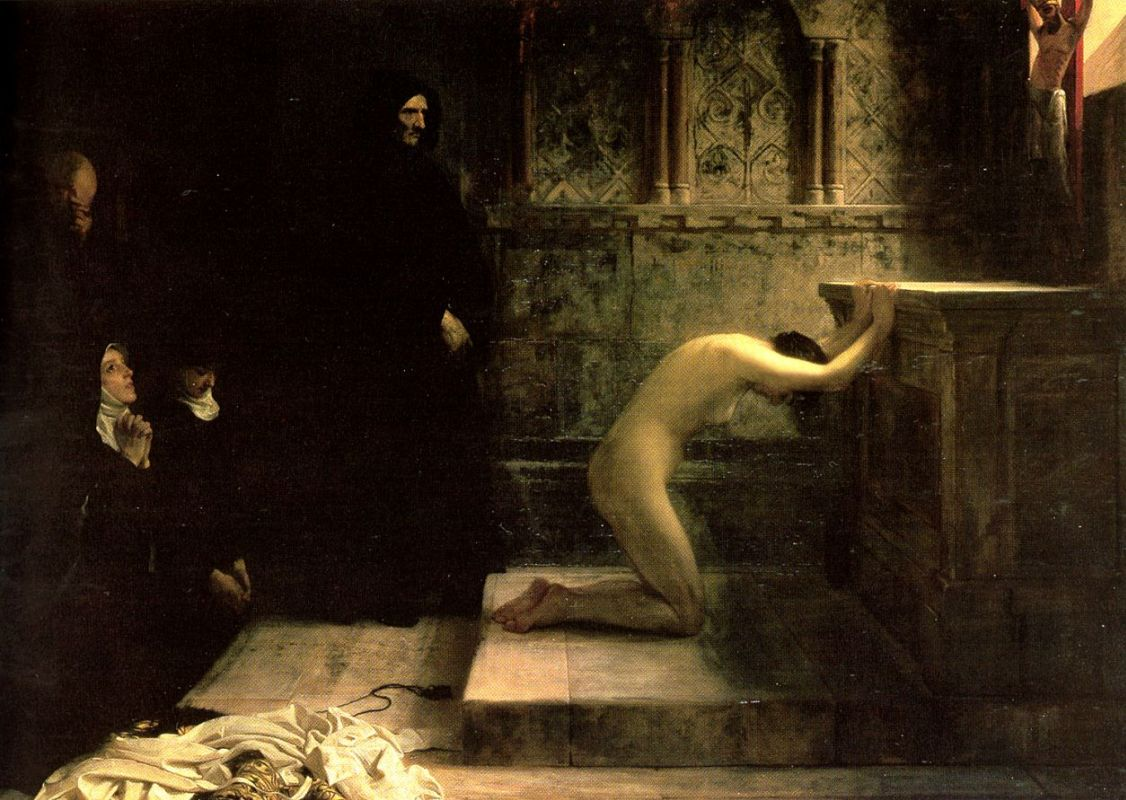
St Elizabeth of Hungary's Great Act of Renunciation, 1891, Tate Britain, Londen